# 如意 (年号)
如意（692年四月—九月）是武則天的第二個年号。

## 建年號
- 天授三年四月初一丙申（692年4月22日），改元如意。[2][3][4]
- 如意元年九月初九庚子（692年10月23日），改元长寿 (武周)。[5][6][7]

## 纪年
| 如意 | 元年  |
| ---- | ----- |
| 公元 | 692年 |
| 干支 | 壬辰  |

## 參看
- 中國年號索引

## 深入閱讀
- 李崇智. . 北京: 中華書局. 2004年12月. ISBN 7101025129.
- 鄧洪波.  (pdf). 臺北: 國立臺灣大學東亞經典與文化研究計劃. 2005年3月  [2022-01-03]. ISBN 9789860005189. （原始内容存档于2007-08-25）.

| 前一年號： 天授 | 武周年号 692年 | 下一年號： 長壽 |